# Moabiter Gondel
Moabiter Gondel war ein etwa 13 Meter langer Berliner Bootstyp und stellte einen Mischtyp aus Treckschute und Venezianischer Gondel dar. Von etwa 1800 bis 1880 wurden diese Gondeln gebaut, zuletzt auf der Schiffswerft Jahnke an der Moabiter Brücke in Berlin. Diese Gondeln waren als Ausflugsboote mit Passagieren vor allem in den Ausflugsgebieten von Moabit und Stralau, damals noch bei Berlin, eingesetzt. Mit dem Aufkommen der Dampfschifffahrt kam das Aus für die Gondeln in Berlin.
Als Projekt für arbeitslose Jugendliche wurde ab 2004 in Berlin-Friedrichshain eine Gondel von der Union Sozialer Einrichtungen nachgebaut, die für zwölf Passagiere ausgelegt war und von einem Elektromotor angetrieben wurde. Das auch als Stralauer Gondel bezeichnete Boot sollte im Fährbetrieb zwischen der Halbinsel Stralau (Berlin-Friedrichshain) und der Gaststätte „Zenner“ (Berlin-Alt-Treptow) eingesetzt werden. Am 20. Juli 2006 war der Stapellauf des Nachbaus. Die Jungfernfahrt fand dann am 24. August 2006 statt. Seit 2013 liegt die Stralauer Gondel dauerhaft an Land. Sie wird seit 2018 als Café im Modellpark Berlin-Brandenburg genutzt.